# Waggonfabrik Heine
Die Waggonfabrik Heinrich Heine Söhne wurde 1866 in Preetz in der Löptiner Straße errichtet. Bereits 1892 ging das Unternehmen in Konkurs.

## Geschichte
1836 gründete Hofsattler Heinrich Heine eine Wagenbauanstalt und baute Kutschen. Als 1864 die Eisenbahn nach Preetz kam, verlegten sich seine Söhne auf den Bau von Eisenbahnwagen. Die Bahnstrecke Kiel–Lübeck verlief direkt hinter dem Grundstück am Quergang. Um einen Gleisanschluss zur Fabrik herzustellen, musste der Eingang des Friedhofes verändert werden, damit die Trasse vor der Friedhofskapelle zur Fabrik geführt werden konnte.
Zu dieser Waggonfabrik gehörten Werkstätten, Schuppen und eine große Halle. 250 Angestellte waren dort zu Spitzenzeiten beschäftigt. Es wurden Wagen für Russland, Güterwagen für die Danske Statsbaner (DSB) und Geschlossene Luxuspferdetransportwagen (Lukket luksushestevogn) für die Gjedser Jernbane in Dänemark gebaut. 1892 ging das Unternehmen in die Insolvenz. Der neue Besitzer begann, die Fabrikgebäude zu Wohnungen umzubauen.
In der großen Halle errichtete Schuhmacher Rohwedder 1912 eine Stiefelfabrik und beschäftigte 80 Leute, davon 40 in Heimarbeit. Nach dem Zweiten Weltkrieg war dort die Sack- und Planefabrik Wollert.

## Heutiger Zustand
Einige der zu Wohnhäusern umgebauten Schuppen und Lagergebäude sind bis heute erhalten geblieben und stehen auf der Liste der Kulturdenkmale in Preetz.